# ريتشارد تووا
ريتشارد تووا (بالفرنسية: Richard Towa)‏ هو لاعب كرة قدم كاميروني، ولد في 16 نوفمبر 1969 في دوالا في الكاميرون. شارك مع منتخب الكاميرون لكرة القدم. أما مع النوادي، فقد لعب مع فورتونا دوسلدورف وفورتونا كولن.